# چه خبر (مجموعه تلویزیونی)
چه خبر (انگلیسی: What's Up; کره‌ای: 왓츠업) یک مجموعه تلویزیونی کره جنوبی سال ۲۰۱۱ با بازی لیم جو هوان، ده‌سونگ، لیم جو اون، اوه مان سوک، کیم جی وون و جو جونگ سوک است. این مجموعه از ۳ دسامبر ۲۰۱۱ تا ۵ فوریه ۲۰۱۲، روزهای شنبه و یکشنبه ساعت ۲۳:۰۰ (کی‌اس‌تی) از ام‌بی‌ان برای ۲۰ قسمت پخش شد. این مجموعه درمورد رؤیاها، شور و اشتیاق و عشق جوانان بیست ساله در دپارتمان موسیقی یک دانشگاه است.